# Mankimane
Mankimane ist ein Ort im Distrikt Mafeteng im Königreich Lesotho.

## Lage
Der Ort liegt im Westen des Landes auf einer Höhe von ca. 1856 m am Osthang des Berges Maboloka und direkt an der Grenze zum Distrikt Mohale’s Hoek. Im Umkreis des Ortes liegen die Orte Letsie (Nordwesten) und Helspoort (Südosten).

## Klima
Das Klima ist gemäßigt warm.